# ورزشگاه آکیگین
ورزشگاه آکیگین (به لاتین: Akigin Stadium) یک ورزشگاه فوتبال در ژاپن است که در استان آکیتا واقع شده‌است.